# 両国ピーターパン 〜大人になんてなれないよ〜
『両国ピーターパン〜大人になんてなれないよ〜』（りょうごくピーターパン〜おとなになんてなれないよ〜）とは、日本のプロレス団体DDTプロレスリングによる、初の両国国技館で行われた興行である。

## 概要
- 2008年12月28日、後楽園ホールで開催された「NEVER MIND 2008」において、初の両国国技館興行開催が発表される。
- 2009年2月13日、記者会見にて興行名「両国ピーターパン」と発表する。
- 3月、FIGHTING TV サムライ制作番組『インディーのお仕事』内にて「Road to 両国」が不定期放送開始。
- 7月、SPシート、全マス席の前売券が完売。
- エンディングではマッスル坂井の発案で、BAKUの「ピーターパン」に乗せて、蝶野正洋をのぞく出場選手・スタッフがライブ映像でスタッフロールとともに登場し大団円を迎える演出が行われた。蝶野の替わりに選手グッズの蝶野缶が映された。

## 全試合結果
| 第一ダーク・マッチ |                                                        | |
| ○アントーニオ本多 ササキアンドガッバーナ | 9分50秒 ダイビングフィストドロップ →片エビ固め         | 佐藤光留× 田村和宏 |
| 第二ダーク・マッチ 中澤マイケル肛門爆破デスマッチ |                                                        | |
| 17:00強制終了、17:00までに決着がつかない場合は中澤マイケルの肛門が爆破される。また、高木組が勝利した時点で中澤マイケルの肛門は爆破され、一方で矢郷組が勝利した場合も中澤マイケルの肛門が爆破される。 |                                                        | |
| ▲高木三四郎 ▲小笠原和彦 | 17時00分 時間切れドロー                                | マミー▲ 矢郷良明▲ |
| 第一試合 高尾蒼馬デビュー戦 |                                                        | |
| 安部行洋 石井慧介 ○高尾蒼馬 | 12分4秒 ウルトラウラカン・ラナ                         | 入江茂弘 谷口智一 伊橋剛太× |
| 第二試合 アイアンマンヘビーメタル級選手権試合 ロイヤルランブル形式 60分 |                                                        | |
| ○大鷲透 (挑戦者) | 20分10秒 OTR                                           | ヨシヒコ× (王者)、DJニラ×、偽ル中野×、ダンブー松本×、堀田祐美子×、塩田英樹×、美月凛音×、Aドラゴン×、斗猛矢×、高井憲吾×、りほ×、松永智充×、趙雲子龍×、武藤敬偽×、相撲ヨシヒコ× (挑戦者)※入場順 |
| 大鷲透が824代王者となった。 |                                                        | |
| 第二.五試合 アイアンマンヘビーメタル級選手権 |                                                        | |
| ○相撲ヨシヒコ (挑戦者) | 17時56分 ウルトラウラカン・ラナ                        | 大鷲透× (王者) |
| 相撲ヨシヒコが825代王者となった。 |                                                        | |
| 第三試合 タッグマッチ 30分1本勝負 |                                                        | |
| 長井満也 ○澤宗紀 | 13分13秒 伊良部パンチ                                  | 星誕期 タノムサク鳥羽× |
| 第四試合 DDTエクストリーム選手権 9冠統一選手権試合 60分1本勝負 |                                                        | |
| ○男色ディーノ (王者) | 19分26秒 男色デストロイ                                | マサ高梨× (挑戦者) |
| 王者が(1)DDTエクストリーム級王座、(2)大森夢フェア認定世界大森級王座、(3)梅村パソコン塾認定世界コピー＆ペースト級王座、(4)大中華統一四川流無差別級王座、(5)DJニラ認定世界および史上最高級王座防衛に成功、ならびに(6)世界ミッドブレス級、(7)JET世界ジェット級王座、(8)GAY世界アナル級王座、(9)DJニラ認定世界および史上最強級王座奪還に成功したため、9冠統一王者となった。 |                                                        | |
| 第五試合 ウェポンランブルシングルマッチ 60分1本勝負 |                                                        | |
| ○高木三四郎 | 21分25秒 シットダウンひまわりボム ・オン・ザ・ロッカー | ザ・グレート・サスケ× |
| 公認凶器(1)おでん（サスケ）(2)凶器詰め合わせセット（高木）(3)自転車（サスケ）(4)ムチwithバンビ（高木）(5)催眠術（サスケ）(6)携帯電話(7)三四郎嫁加代子夫人（サスケ）(8)サスケ嫁（高木）(9)和桶（サスケ）(10)ロッカー（高木）(11)DDTプロレスリング（サスケ）(12)みちのくプロレス（高木）(13)新崎人生（みちのくプロレス）                                                  |                                                        | |
| 第六試合 スペシャルシングルマッチ |                                                        | |
| ×ポイズン澤田JULIE | 17分13秒 KO                                            | 蝶野正洋○ |
| 第七試合 CMLL認定KO-Dタッグ選手権4WAYタッグマッチ イルミネーション方式 |                                                        | |
| F・トーゴー ×P・みちのく (王者組) | 23分00秒 首固め                                        | 葛西純 MIKAMI (挑戦者) |
| ○ヤス・ウラノ KUDO (挑戦者) |                                                        | ケニー・オメガ マイク・エンジェルス (挑戦者) |
| ヤス＆KUDO組が第39代王者組となる |                                                        | |
| メインイベント KO-D無差別級選手権試合 |                                                        | |
| ×HARASHIMA (王者) | 25分29秒 フェニックス・プレックス・ホールド            | 飯伏幸太○ (挑戦者) |
| 飯伏が第29代王者となる |                                                        | |